# Hitmixes
Hitmixes é o segundo extended play (EP) de remisturas da cantora e compositora estadounidense Lady Gaga. Foi lançado em 25 de agosto de 2009 somente no Canadá através da Universal Music canadense. O EP possui versões realizadas por vários músicos, como RedOne e Space Cowboy, que trabalharam com Gaga anteriormente. O EP é influenciado pela música dos anos 80 e é derivado do estilo musical house. O trabalho recebeu opiniões positivas dos críticos do Calgary Herald e da revista Blare, estreando na posição oito da Canadian Albums Chart.

## Antecedentes e composição
O álbum de estreia de Gaga The Fame foi lançado em 19 de Agosto de 2008,  e contêm cinco singles: "Just Dance", "Poker Face", "Eh, Eh (Nothing Else I Can Say)", "LoveGame" e "Paparazzi". A canção "Eh, Eh" não foi lançada como single na América do Norte, sendo assim não remixado e não incluído no Hitmixes. Os outro quatro singles, todos alcançaram o top três na Canadian Hot 100. A faixa homônima do álbum, "The Fame", também foi remixada e incluída no EP. RedOne, principal produtor de Gaga, produziu um remix de "Just Dance" para ser incluído na gravação; outros produtores foram Robots to Mars, Space Cowboy, Moto Blanco e Guéna LG. Hitmixes foi lançado exclusivamente no Canadá em formato compact disc. A Universal Music Canada lançou o álbum em 25 de agosto de 2009 no país. O remix de Moto Blanco para "Paparazzi" e o remix de Glam as You para "The Fame" possuem influências de música dos anos 80, enquanto o "LoveGame" Chew Fu Ghettohouse Fix e o mix de Space Cowboy para "Poker Face" possuem estilos house, incluindo incorporações de trance e dos sintetizadores. O cantor de rock Marilyn Manson e o rapper Kardinal Offishall contribuem com vocais adicionais para o EP como artistas convidados.

## Recepção
Já que foi lançado somente no Canadá, Hitmixes não recebeu muitas críticas profissionais. Apesar disso, o Calgary Herald afirmou que as faixas foram "remisturadas artisticamente e decadentemente". Dan Ranking da Blare Magazine deu ao álbum três estrelas e meia, dizendo que os mixes mostraram "variados graus de sucesso". Hitmixes debutou e alcançou a posição oito na Canadian Albums Chart. Depois, o álbum desceu até a posição 23, onde obteve sua última semana na parada.

## Lista de faixas
| N.º            | Título                                                   | Compositor(es)                   | Produtor(es)   | Duração |  |
| 1.             | "LoveGame" (Chew Fu Ghettohouse Fix (com Marilyn Manson) | Lady Gaga, RedOne                | Chew Fu        | 5:21    |  |
| 2.             | "Poker Face" (Space Cowboy Remix)                        | Lady Gaga, RedOne                | Space Cowboy   | 4:54    |  |
| 3.             | "Just Dance" (RedOne Remix) (com Kardinal Offishall)     | Lady Gaga, RedOne, Aliaune Thiam | RedOne         | 4:19    |  |
| 4.             | "Paparazzi" (Moto Blanco Remix) (versão de rádio)        | Lady Gaga, Rob Fusari            | Moto Blanco    | 4:06    |  |
| 5.             | "The Fame" (Glam as You Remix) (versão de rádio)         | Lady Gaga, Martin Kierszenbaum   | Guéna LG       | 3:56    |  |
| 6.             | "Just Dance" (Robots to Mars Mix)                        | Lady Gaga, RedOne, Thiam         | Robots to Mars | 4:38    |  |
| 7.             | "LoveGame" (Robots to Mars Remix)                        | Lady Gaga, RedOne                | Robots to Mars | 3:14    |  |
| Duração total: | Duração total:                                           | Duração total:                   | Duração total: | 30:22   |  |

Notas
- Lista de faixas e créditos retirados do encarte do extended play (EP) Hitmixes.[6]